# Habloville
Habloville (a.blɔ.vilⓘ) es una comuna francesa situada en el departamento de Orne, en la región de Normandía.

## Demografía
| 359 | 346 | 262 | 225 | 262 | 267 | 332 |
| Para los censos de 1962 a 1999 la población legal corresponde a la población sin duplicidades (Fuente: INSEE [Consultar]) |     |     |     |     |     |     |